# Protamina cloridrato
Il cloridrato di protamina è una proteina ricca in arginina, utilizzata come farmaco utilizzato per combattere gli eventuali effetti emorragici provocati da somministrazione di eparina.
La protamina agisce formando un composto chimico, pertanto non deve essere somministrata insieme ad altri farmaci, in particolare antibiotici. L'eventuale formazione di precipitati, infatti, annullerebbe totalmente l'effetto legante del farmaco.
A differenza delle altre protamine, nella somministrazione di cloridrato di protamina non si è osservato effetto rebound dell'eparina.